# Cagnèra
La Cagnèra è la seconda maschera di Pesaro, sposa di Rabachén. Nata insieme al "marito" nel 1874 ma poi rimasta nell'oblio per parecchi anni fino a ricomparire alla fine degli anni ottanta. Il nome è tipicamente legato al dialetto pesarese e sta ad indicare bisticcio, litigio.
Il vestito è composto da una gonna rossa orlata di pizzo, camicia bianca e corpetto nero. Le mani sono avvolte da guanti bianchi e stringono una borsetta o un cestino, mentre un capello con velina nasconde il volto di chi la indossa. Una moltitudine di nastri adorna poi il corpo.